# Алена Киселіцова
Алена Киселіцова (словац. Alena Kyselicová; нар. 14 листопада 1957) — словацька хокеїстка на траві.
Срібна призерка Олімпійських Ігор 1980 року.